# الیزابت ایبرل
الیزابت ایبرل (آلمانی: Elisabeth Eberl؛ زادهٔ ۲۵ مارس ۱۹۸۸) پرتاب‌گر نیزه اهل اتریش است. وی برنده مدال نقره بازی‌های اروپایی ۲۰۱۵ در بخش مختط تیمی شده‌است.